# Pomnik Marii Grzegorzewskiej w Poznaniu
Pomnik Marii Grzegorzewskiej – pomnik upamiętniający postać prof. dr Marii Grzegorzewskiej, twórczyni polskiej pedagogiki specjalnej, zlokalizowany w Poznaniu przy ul. Rycerskiej 43, przy Zespole Szkół Specjalnych nr 103 na Kasztelanowie na obszarze osiedla samorządowym Grunwald Południe. 

## Charakterystyka
Pomnik przedstawia Marię Grzegorzewską, która otacza ramionami dwójkę dzieci – dziewczynkę (po lewej) i chłopca. Grupa ujęta jest od pasa w górę i stoi na kamiennym cokole, na którym umieszczono plastyczny napis: Prof. dr Maria Grzegorzewska 1886-1967. Życie swoje poświęciła dziecku specjalnej troski.
Autor monumentu pozostaje nieznany. Odsłonięcia dokonano prawdopodobnie w 1972, wraz z nadaniem szkole imienia patronki. Aktu odsłonięcia dokonał wychowanek i współpracownik Grzegorzewskiej – Stefan Dziedzic.